# Adolf Wörmann
Adolf Wörmann es un deportista alemán que compitió para la RFA en bobsleigh. Ganó una medalla de bronce en el Campeonato Mundial de Bobsleigh de 1962, en la prueba doble.

## Palmarés internacional
| Campeonato Mundial | Campeonato Mundial           | Campeonato Mundial | Campeonato Mundial |
| Año                | Lugar                        | Medalla            | Prueba             |
| ------------------ | ---------------------------- | ------------------ | ------------------ |
| 1962               | Garmisch-Partenkirchen (RFA) | Medalla de bronce  | Doble              |